# Niños del Brasil (banda)
Niños del Brasil es una banda musical española de rock gótico y música electrónica formada en Zaragoza a mediados de los años 1980. Después de publicar cuatro álbumes de estudio y uno de rarezas, el grupo se disolvió en 1997. Por sus filas pasaron Enrique Bunbury y Pedro Andreu, de Héroes del Silencio. En 2007, volvieron a reunirse para editar dos EP, y en 2009 publicaron un nuevo álbum.

## Historia
La formación del grupo tuvo lugar en Zaragoza en 1986, como fusión de miembros de distintos grupos, en un momento de gran efervescencia musical en la capital aragonesa. Su nombre estaba inspirado en la película Los niños del Brasil, de 1978. Su estética, de riguroso color negro, comenzó a llamar pronto la atención, así como su mezcla de tecno-pop y rock guitarrero.
La primera formación estaba formada por Santiago García Maynar (que adoptó Santi Rex como nombre artístico) como cantante, Nacho Serrano en los teclados, Antonio Estación en el bajo eléctrico y Enrique Bunbury (que también pertenecía a Héroes del Silencio) en la guitarra. Para las actuaciones en directo, el grupo contaba con Pedro Andreu (también de Héroes del Silencio) en la batería. En 1987 grabaron su primera maqueta con 4 temas, pero al año siguiente Enrique y Pedro abandonaron la formación por la incapacidad de compaginarla con su actividad en Héroes del Silencio, que comenzaban a despegar en su carrera.
Es en 1989 cuando graban su primer álbum, Del amor y del odio, muy influenciado por el pop de los años 80. En su grabación colaboran Nacho Saldaña como guitarra y Manchu, que se incorporó a la batería, que quedarían integrados en el grupo. En 1990, Sony Music los contrata y reedita su álbum de debut, con cuyo primer sencillo, Las curvas del placer, hacen su primera aparición en TVE. Con Sony grabaron Mensajes al viento en 1991, y en 1993 publicaron su tercer álbum, Mundos en eclipse, que supuso un importante cambio en su música, pero las ventas no les respaldaron y su contrato con Sony fue rescindido. A pesar de esto, su promoción fue buena y actuaron en programas de Telecinco, TVE y ETB.
Con más cambios en su formación (abandonaron Manchu y Antonio Estación y se incorporaron Salva Honrubia y Jacobo Dobbie), la banda forma su propia discográfica, "Discos del amor y del odio" para la gestión de sus trabajos. En este sello, publicaron El imperio de los sentidos en 1996, con el que pusieron, un año después, punto final a su carrera. Aún, en 1997, publicaron La lluvia en tus ojos, un disco de remezclas y rarezas.
En 2007, aprovechando el tirón mediático del regreso de Héroes del Silencio y la colaboración con Enrique Bunbury en un nuevo tema, Niños del Brasil grabaron dos nuevos EP, que les supusieron, en los Premios de la Música Aragonesa, el galardón en el apartado de mejor canción, por «Estrella Fugaz». Después, integrados por el trío fundador, comenzaron una gira destinada en un principio al ámbito local, y en junio de 2009 publicaron un nuevo álbum, Géminis.

## Discografía
- Del amor y del odio (1989).
- Mensajes al viento (1991).
- Mundos en eclipse (1993).
- El imperio de los sentidos (1996).
- La lluvia en tus ojos (1997).
- Géminis (2009).

## Videografía
- Sed de venganza (1991).